# Il bacio del vampiro
Il bacio del vampiro (As Shadows Fade) è un romanzo fantasy paranormal romance del 2009 di Colleen Gleason, quinto e ultimo libro della serie L'eredità dei Gardella. È stato pubblicato a marzo 2009 negli Stati Uniti e il 25 febbraio 2010 in Italia.

## Trama
Victoria scopre di essere l'ultima discendente di una lunga stirpe di cacciatori di vampiri.
Victoria, recatasi al ricevimento di lady Winnie, amica di sua madre, incontra George Starcasset, che le chiede di uccidere la vampira Maybelle , innamoratasi di lui, rimasta a Londra pur dopo la partenza di Lilith. Mentre la ragazza segue George, Max si reca al ricevimento per riferirle una notizia importante e, quando la vede arrivare con l'uomo, ha un attacco di gelosia. Tornata a casa, Victoria viene a sapere che Wayren è stata rapita e, insieme a Max, Sebastian e i Cacciatori Brim e Michalas, viene guidata da uno dei piccioni della donna fino al cimitero; qui, trova Wayren svenuta in un sepolcro, avvolta da un cerchio di fuoco e, dopo un aspro scontro con i demoni, riesce a liberarla e a scappare insieme agli altri. Mentre Victoria chiede informazioni a George riguardo al crescente aumento di attività demoniaca a Londra e a Parigi, Max scopre che il suo sangue non è contaminato dal potere di Lilith e può quindi affrontare nuovamente la prova per diventare Cacciatore. Dopo le indagini di Victoria, Wayren avanza l'ipotesi che i demoni stessero cercando di arrivare sulla Terra attraversando il Portale di Midivertia, un passaggio con gli inferi in Romania che può essere chiuso con un cristallo conosciuto come l'orbe di Tached. L'orbe è però nascosto vicino al covo di Lilith, in uno stagno protetto da un incantesimo, che può essere penetrato soltanto quando sulla stessa mano vengono indossati gli anelli di Jubai, quelli di rame forgiati da Lilith per i suoi Guardiani più fedeli. Essendo in possesso soltanto di due anelli, mentre il terzo si trova a Praga e gli ultimi due da Lilith, i Cacciatori decidono di andare a Praga; prima della partenza, Victoria seduce Max, che decide di non negare più i suoi sentimenti per lei. Arrivati nella città, mentre Victoria e Sebastian recuperano l'anello di Jubai dalla vampira Katerina, Max affronta la prova per tornare Cacciatore, superandola. Essendo tornato in possesso dei propri poteri, l'uomo parte di nascosto quella notte per il covo di Lilith insieme a Michalas e Sebastian, e si offre alla vampira per l'eternità in cambio degli anelli. Quando Victoria lo scopre, cerca d'inseguirlo per fermarlo insieme a Brim, ma alla fine rinuncia a salvarlo per dare la priorità alla chiusura del portale.
Recuperato l'orbe, Sebastian scopre che gli anelli, da restituire a Lilith, non si sfilano più dalla sua mano e si offre alla regina dei vampiri in cambio di Max. Una volta chiuso il portale, Victoria e gli altri Cacciatori, ai quali si è unito nel frattempo anche Max, liberato dalla prigionia, vanno a salvare Sebastian: qui la ragazza scopre che l'uomo è stato trasformato in un vampiro e uccide Lilith. Mentre Sebastian parte per l'America, a Londra Victoria, incinta di una bambina, assiste al matrimonio della madre con il nuovo marchese di Rockley, Hubert de Lacy, vedovo con due figlie.

## Edizioni
- Colleen Gleason, Il bacio del vampiro, traduzione di Roberto Lanzi, Newton Compton Editori, 2010,  pp. 330, cap. 26 + prologo ed epilogo, ISBN 978-88-541-1671-9.
- Colleen Gleason, I cacciatori di vampiri - La saga completa dei Gardella, Newton Compton Editori, 2012,  p. 1073, ISBN 978-88-541-3706-6.